# Sandro Petrone
Sandro Petrone (Napoli, 2 febbraio 1954 – Roma, 15 maggio 2020) è stato un giornalista, conduttore televisivo e cantautore italiano.

## Biografia
Ha ottenuto la maturità classica al Liceo Umberto e si è laureato in Giurisprudenza all'Università degli Studi di Napoli Federico II.
Inviato speciale e di guerra, conduttore della RAI in attività nella redazione del TG2. Docente di comunicazione di massa e di giornalismo (la Sapienza, Scuola di giornalismo di Perugia, Iulm), scrittore e autore.
Esordisce diciottenne come copywriter nell'azienda di famiglia, Octa Marketing e comunicazione (Assap-Assocomunicazione), nella quale dà poi vita al settore audiovisivo. Attraverso l'esperienza delle primissime radio private approda al giornalismo, anche in quotidiani e poi dal 1979 alla Rai, dove conduce programmi e partecipa a progetti innovativi. Dal 1987 sviluppa l'esperienza internazionale nella Telemontecarlo dei brasiliani (Rede Globo), inviato speciale in Italia e all'estero, reporter di guerra e conduttore. Tornato alla Rai nel 1993, è inviato e conduttore. Dal 1989 insegna comunicazione di massa e giornalismo in scuole e università, anche all'estero. Il suo libro Il linguaggio delle news - strumenti e regole del giornalismo è edito da Rizzoli. Fin da giovane ha coltivato la passione per lo spettacolo, soprattutto in campo musicale e televisivo, sia come autore, sia come conduttore.
Negli anni settanta esponente della corrente culturale e musicale partenopea cosiddetta Vesuwave, legato al movimento dei cantautori italiani, con la raccolta di canzoni e blues Blues in blu ha vinto il Premio Santa Marinella 2003. Nel 2010 ha pubblicato l'album Last call - note di un inviato e nel 2016 il progetto crossmediale Solo fumo.
Dopo gli studi giuridici, gli esordi in pubblicità, nelle prime emittenti private e a Radio Rai, si è specializzato in comunicazione.
Come inviato (primo italiano a trasmettere dal Kuwait liberato, dall'ex Jugoslavia, dal Kosovo, dall'Iraq, dal Libano, dagli Stati Uniti dopo gli attentati dell'11 settembre 2001, dalla Spagna dopo gli attentati dell'11 marzo 2004 a Madrid, dall'Iran, dall'Afghanistan, dal Libano e dalla Libia, durante la prima guerra civile in Libia) è stato anche il primo giornalista italiano a coprire grandi eventi adoperando una propria telecamera (guerra del Golfo, crollo dell'URSS, guerra in Jugoslavia). Ha lavorato nelle sedi di corrispondenza di New York, Londra, Parigi e Mosca.
Ha seguito dal 1992 le elezioni presidenziali statunitensi, con lunghe permanenze negli Stati Uniti.
Autore di programmi, nel 1984/1985 è stato tra i curatori di Radiosoftware di Radio Tre, programma innovativo che trasmetteva anche software per computer.
Autore di documentari, nel 1988 ha vinto il premio Federchimica con un'inchiesta sulle fabbriche a rischio. Nel 1994, in un reportage dietro le quinte della prostituzione, ha rivelato la radicale trasformazione del mercato del sesso in Italia. Segnalati anche i dossier sull'Iraq, l'Iran, l'11 settembre, i musicisti italiani negli Stati Uniti.
Nel 1993 con il programma Antennopolis in sette puntate ha fotografato lo stato della televisione, in particolare dell'informazione televisiva, in Italia al giro di boa di Mani pulite.
Tenace critico del sistema di lottizzazione, si è costantemente battuto per la libertà di stampa e per l'imparzialità nell'informazione, per il giornalismo come strumento di controllo democratico sulle istituzioni (cfr Il linguaggio delle news).
«Chi fa informazione - ha sostenuto - è al servizio dei cittadini. Le informazioni servono alle persone per vivere, per avere una rappresentazione corretta del mondo in cui devono muoversi. Truccare le carte vuol dire truccare la vita della gente. È come un omicidio. Fisico, non solo ideologico».
Dal 1989 ha insegnato giornalismo e comunicazione per istituzioni come l'Ordine Nazionale dei giornalisti, l'European journalist training association, il Corso di giornalismo della Svizzera Italiana, la Scuola di giornalismo di Perugia e quella di Bologna, la facoltà di scienze della comunicazione dell'Università di Macerata, La Scuola Rai, il Media Institute di Tirana.
Dopo aver lasciato in gioventù l'attività di cantautore nella Napoli degli amici Edoardo Bennato, Enzo Gragnaniello, Pino Daniele, Tony Cercola, per dedicarsi al giornalismo, ha continuato a scrivere canzoni, spesso ispirate ai fatti di cronaca o alle situazioni incontrate nei paesi visitati. Negli ultimi anni ha collaborato con diversi giovani musicisti.
«Mi piace raccontare le storie degli uomini - ha scritto su Myspace - e le storie che servono a denunciare gli abusi che minacciano la democrazia. Perciò per molti anni ho fatto il cantautore del Neapolitan Power. Quando non potevo ancora fare il giornalista. E da giornalista ho continuato a comporre canzoni, soprattutto durante i reportage all'estero, parole spinte dalle emozioni che nei servizi televisivi non trovavano posto. Canzoni che gli altri possano cantare. Anche la musica serve a mantenere in vita la gente. La musica è vita. E le parole in musica, un filo conduttore dell'esistenza».
Ha condotto, dal 1997 al 2012, l'edizione delle 13 del TG2.
È morto il 15 maggio 2020 all'età di 66 anni per un tumore al polmone diagnosticatogli nel 2016.

## I principali servizi da inviato
Estero
- Libano e guerra in Siria (settembre 2013)
- Libia tra instabilità e rifugiati (Tripoli, luglio 2013)
- Il caso Missoni (Venezuela, gennaio 2013)
- Elezioni presidenziali americane e Convention repubblicana e democratica (Chicago, Columbus, New York, Tampa, Charlotte ago-nov 2012);
- I marò arrestati in India (Kerala, Delhi feb. 2012 - ott. 2013)
- Attentati alle Torri Gemelle 10 anni dopo (New York, settembre 2011);
- Attentati a Oslo (Oslo, luglio 2011);
- Guerra civile in Libia (Bengasi, Tobrouk, Ajdebia, Tripoli marzo/agosto 2011);
- Rivolta in Tunisia (Tunisi, gennaio 2011);
- Salvataggio dei minatori in Cile (Copiapò, ottobre 2010);
- Elezioni irachene 2010 prima trasmissione in diretta su satelliti misti, civili e militari (Pentagono, via Atlanta);
- Elezioni irachene 2010 (embedded con gli americani a Nassirya/Baghdad marzo 2010);
- Corrispondenze dalla sede Rai di New York (1996-2010);
- Corrispondenze dalla sede Rai di Mosca (settembre 2009);
- La morte di Michael Jackson (Los Angeles luglio 2009);
- Elezioni presidenziali americane (ott/nov 2008);
- Convention repubblicana di Saint Paul (settembre 2008);
- Convention democratica di Denver (agosto 2008);
- Uragano di New Orleans (agosto 2008, prima trasmissione in diretta della Rai via computer da Bourbon Street);
- Santo Domingo tragedia delle vacanze (Ferragosto 2008);
- Guerra in Libano e Missione di pace (Libano ago-sett.2006; 2007; 2008);
- Crisi nucleare iraniana (Tehran, Qom, Caspio aprile 2006);
- Missione italiana in Afghanistan (Kabul, febbraio 2006);
- Guerra al terrorismo Attentati Londra 2005 (da New York, luglio 2005);
- Elezioni Usa 2004 (Boston, New York, Florida, Washington);
- Attentati di Madrid (Madrid, marzo 2004);
- Elezioni politiche Iraniane (febbraio 2004);

- Attentato a Nassiriya (novembre 2003);
- Seconda Guerra del Golfo (Kuwait, Iraq 2003);
- Attentati 11 settembre - Guerra al Terrorismo (N.Y.,Washington sett.-dic. 2001);
- Elezioni Usa 2000 (Nashville, Washington, New York);
- Crisi Israelo-palestinese (Libano, settembre 2000; Israele, ottobre 2000);
- Guerra del Kosovo (marzo-settembre 1999, Skopje, Pec, Pristina, Tirana);
- Vertici G7-8 di Colonia (1999), Napoli (1994), Monaco (1992) e Parigi (1989);
- Crisi del Golfo (febbraio e novembre'98, Baghdad, Mossul, Samarrah, Kerbala, Babilonia, Curdistan);
- Elezioni Usa 1996 (Usa, agosto-novembre 96: Le convention. Inchiesta sul Welfare tra le due coste. Rielezione di Clinton;
- Copertura della sede di corrispondenza di Londra (agosto 1995);
- Copertura della sede di corrispondenza di Parigi (ottobre 1995);
- Crisi bosniaca (1993, Sarajevo, Mostar);
- Trattato di Maastricht (vertici Maastricht, Birmingham, Edimburgo, Bruxelles);
- Elezioni francesi (1992);
- Referendum francese su Maastricht (1992);
- Crisi albanese (1992, Tirana, Durazzo, Ancona);
- Crisi algerina (1992, Algeri);
- La ricostruzione in Kuwait (gennaio 1992, Kuwait, Iraq del sud);
- La crisi nell'ex Unione Sovietica (Georgia e Bielorussia);
- Golpe in Urss (agosto-settembre 1991, Paesi Baltici, Mosca);
- Guerra nell'ex Jugoslavia, (giugno-ottobre 1991, Zagabria, Slavonia, Dubrovnik);
- La crisi dei curdi (marzo-aprile 1991, Turchia, Iraq nord);
- Guerra del Golfo (gennaio-marzo 1991, Dhahran, Kuwait City, Iraq, prima diretta italiana dal Kuwait liberato);
- Bicentenario della Rivoluzione Francese ('89);
- Terremoto in Armenia (Erevan);

Italia
- Malattia e morte di Giovanni Paolo II (marzo-aprile 2005);
- Elezioni amministrative e politiche);
- Arresto di Totò Riina (Palermo 1993);
- Caso Mondadori (1989-90);
- Caso Enimont (1989-90);
- Processo Calabresi (1989-90);
- Processo attentato stazione Bologna;
- Terremoti di San Giuliano di Puglia (2002), in Sicilia (1990), Irpinia (1980), Friuli (1976);
- Alluvione in Valtellina (luglio-settembre 1987);
- Attentato a Giovanni Paolo II (1981);
- Sequestro Cirillo.

## Attività musicale
In tutti gli anni del "silenzio musicale", non ha mai interrotto la collaborazione con il percussionista partenopeo Tony Cercola dal 1976. È proprio Cercola, dopo gli attentati dell'11 settembre 2001, la II Guerra del Golfo, la strage di Nassiryia e il Terremoto di San Giuliano e l'11 marzo di Madrid ad aver spinto Petrone a riprendere l'attività di composizione per lasciar esprimere le forti emozioni «tenute a freno nel racconto quotidiano di tanti eventi».
Dopo aver vinto nel 2003 la prima edizione del Premio Città di Santa Marinella con la raccolta di canzoni Blues in blu (fonte, archivio Premio Santa Marinella), ha ripreso a dedicarsi alla musica, legandosi alle avanguardie e promuovendo gli esperimenti dei giovani musicisti italiani.
In una notte di agosto del 2007, nei giardini di piazza Giovenale a Roma, prende forma Torno a casa blues, la prima canzone del nuovo ciclo, dedicata proprio al mondo visto con gli occhi dell'inviato.
Negli stessi giorni, dall'incontro con il musicista pugliese Martino De Cesare, nasce il nuovo progetto (fonte Il Corriere del Giorno e Taranto Sera).
Tra il 2007 e il 2008 realizza con lui un album a circolazione limitata intitolato Alex is back (after a long time) per l'etichetta virtuale Inconscio Label. Il lavoro è registrato in modo itinerante, fra una decina di studi in Italia e all'estero, in sale di registrazione improvvisate in casa grazie alle nuove tecnologie, con la partecipazione anche di artisti via Internet.
L'8 luglio 2010 è stampato il cd Last Call - Note di un Inviato, che contiene 11 brani, una bonus track e una ghost track, canzoni nuove e vecchie, alcune delle quali scritte con Tony Cercola, tutte arrangiate da Martino De Cesare che suona anche tutte le chitarre. Numerosi i giovani interpreti, l'album è stato registrato in modo itinerante fra varie città italiane e New York, in più di una decina di studi diversi.

## Pubblicazioni
Tra le sue pubblicazioni, il manuale di giornalismo televisivo Il linguaggio delle news (Rizzoli 2011) e L'intervista televisiva (2003).
Nel 2003 è stato insignito del Premio Santa Marinella per il libro Blues in blu che raccoglie le sue canzoni dagli anni settanta (attualmente fuori catalogo). I testi di Blues in blu sono stati oggetto di analisi nel volume La favola dei fatti – Il giornalismo dello spazio creativo, nel capitolo intitolato Pirandello, Prisco, Petrone… di Franco Zangrilli, professor d'italiano e di Letteratura comparata all'Università della Città di New York.
Ha collaborato alla rivista de Il Mulino Problemi dell'Informazione diretta da Angelo Agostini.